# Серафим II Константинополски
Серафим II Константинополски (на гръцки: Σεραφεὶμ Β´) е православен духовник, вселенски патриарх в Цариград от 1757 до 1761 година.

## Биография
Роден е в края на XVII век в епирския град Делвина. От 8 октомври 1746 година е пловдивски митрополит. На 22 юли 1757 година е избран за патриарх на Константинопол. През 1759 година налага във Вселенската патриаршия отбелязването на 30 ноември като ден на Свети Андрей. През 1760 година изпраща Козма Етолийски на проповедническа мисия из селата в Тракия.
През 1759 година кани Евгений Вулгарис да реформира Великата народна школа в Константинопол. Заедно с великия везир Коджа Мехмед Рагъп паша прави опити за запазване мирните отношения и даже сближаване на Руската империя с Вселенската патриаршия. Свален е от патриаршеския престол на 26 март 1761 година и заточен на Света гора. Установява се във ватопедския скит „Свети Андрей“.
По време на Руско-турската война от 1768 – 1774 година взима открито страната на Русия, като подкрепя Гръцкия проект. През 1776 година се установява в Мгарския манастир, където умира и е погребан.